# Кладовище Едсона
Кладовище Едсона — це кладовище, розташоване в Лоуелл, штат Массачусетс, за адресою 1375 Gorham Street.

## Огляд
Кладовище Едсона було відкрите як громадське кладовище містом Лоуелл у 1846 році. Його назвали на честь Теодора Едсона, який був служителем церкви Св. Анни на Меррімак-стріт. Воно має понад 10 000 власників ділянок і є найбільшим з кладовищ Лоуелла.
Могила американського письменника Джека Керуака в центрі секції 94 є частою зупинкою для туристів і читачів, які не рідко залишають пам'ятні речі, як-от свічки, ручки, сигарети та власні вірші.

## Визначні місця захоронень
- Джек Керуак, романіст[2][4]
- Джон С. МакФарланд, лауреат Почесної медалі, громадянська війна
- Вільям Престон Фелпс, художник
- Джозеф Тейлор, лауреат Почесної медалі, громадянська війна